# Kimiya Moriyama
Kimiya Moriyama (japanisch 森山 公弥 Moriyama, Kimiya; * 4. April 2002 in Fukuoka, Präfektur Fukuoka) ist ein japanischer Fußballspieler.

## Karriere
Kimiya Moriyama erlernte das Fußballspielen in der Jugend von Avispa Fukuoka. Hier unterschrieb er am 1. Februar 2021 seinen ersten Vertrag. Der Verein aus Fukuoka, einer Stadt in der gleichnamigen Präfektur, spielte in der ersten japanischen Liga. Sein Erstligadebüt gab Kimiya Moriyama am 30. September 2023 (29. Spieltag) im Auswärtsspiel gegen die Kashima Antlers. Bei dem 0:0-Unentschieden wurde er in der 88. Minute für Yūto Hiratsuka eingewechselt. Am 4. November 2023 stand er mit Avispa im Finale des Ligapokals. Hier besiegte man die Urawa Red Diamonds mit 2:1. Nach insgesamt drei Ligaspielen wechselte er im Februar 2025 auf Leihbasis zum Zweitligisten Ehime FC.

## Erfolge
Avispa Fukuoka
- Japanischer Ligapokalsieger: 2023